# Suffering Man
Suffering Man – osiemnasty album studyjny Anthony’ego B, jamajskiego wykonawcy muzyki reggae i dancehall.
Płyta została wydana 31 października 2006 roku nakładem jamajskiej wytwórni Tad's Records. Nagrania zostały zarejestrowane w studiach HC&F Recording w Nowym Jorku oraz Tuff Gong w Kingston. Ich produkcją zajęli się Tad A. Dawkins oraz jego syn Tad A. Dawkins Jr.

## Lista utworów
1. "Intro"
2. "Bless Up"
3. "Suffering Man"
4. "Reggae Gone Pon Top"
5. "No Fraid Of Nobody"
6. "Give Thanks"
7. "Mr. Controversy"
8. "Cheating Pt.1"
9. "Black Woman"
10. "You Are"
11. "Black Mother Foooo"
12. "Never Say Sorry"
13. "It Surely Hurts"
14. "Ras Cloth"
15. "More Passa Passa"
16. "Defend It"
17. "Pusher"
18. "Slavery"
19. "Reggae Party"
20. "Condom"
21. "Unbalance"

## Muzycy
- Dwight "Brother Dee" Pinkney - gitara
- Lloyd Parks - gitara basowa
- Errol "Flabba" Holt - gitara basowa
- Donald "Bassie" Dennis - gitara basowa
- Melbourne "George Dusty" Miller - perkusja
- Lincoln "Style" Scott - perkusja
- Alvin Haughton - perkusja
- Sly Dunbar - perkusja
- Robert Lynn - fortepian
- Dwaine Johnson - keyboard
- Franklyn "Bubbler" Waul - organy, syntezator
- Steven Stanley - syntezator
- David Madden - trąbka
- Dean Fraser - saksofon
- Dwayne Stephenson - chórki
- Rochelle Bradshaw - chórki
- Christopher Smith - chórki
- Carol Dexter - chórki
- Nikki Burt - chórki